# Красноармейский завод «Электродвигатель»
Красноармейский завод «Электродвигатель» — промышленное предприятие в городе Покровск Донецкой области Украины, прекратившее производственную деятельность.

## История
Завод по производству бытовых электродвигателей был построен в городе Красноармейск в соответствии с пятым пятилетним планом развития народного хозяйства СССР и введён в эксплуатацию в 1954 году.
По состоянию на начало 1970 года основной продукцией завода являлись малогабаритные электродвигатели для стиральных машин.
В 1977 году было создано Донецкое производственное объединение «Электробытмаш», в которое вошли Донецкий завод холодильников, Мариупольский и Мелитопольский заводы стиральных машин, Донецкий завод штампов и литейных форм и Красноармейский завод «Электродвигатель». 
В целом, в советское время Красноармейский завод «Электродвигатель» входил в число ведущих предприятий города.
После провозглашения независимости Украины в условиях экономического кризиса 1990-х годов и разрыва хозяйственных связей положение завода осложнилось.
В мае 1995 года Кабинет министров Украины утвердил решение о приватизации завода "Электродвигатель". В дальнейшем, государственное предприятие было преобразовано в открытое акционерное общество.
В октябре 2006 года завод был арендован компанией ОАО "Норд" (зарегистрированное в городе Краматорск структурное подразделение зарегистрированной в Донецке группы компаний "Норд", специализировавшейся на выпуске холодильной техники) и основной продукцией завода стали электромоторы для холодильников. Начавшийся в 2008 году экономический кризис осложнил положение предприятия, а весной 2014 года город оказался в зоне боевых действий. В результате, 22 апреля 2016 года компания приняла решение о закрытии прекратившего производственную деятельность предприятия.